# LGBT práva na Turks a Caicos
Stejnopohlavní sexuální aktivita je na Turks a Caicos legální od r. 2000.

## Stejnopohlavní soužití
Turks a Caicos nedávají stejnopohlavním svazkům žádný právní status. Článek 10 ústavy říká následující:
Každý svobodný muž či žena, kteří dosáhli manželského věku podle platných zákonů, mají právo na vstup do manželství s jakoukoli osobou opačného pohlaví a založit rodinu.

## Ochrana před diskriminací
Článek 16 ústavy zakazuje diskriminaci jiných sexuálních orientací.

## Souhrnný přehled
| Legální stejnopohlavní styk                                                             | (2000)                                |
| Stejný věk legální způsobilosti k pohlavnímu styku pro obě orientace                    | (2000)                                |
| Anti-diskriminační zákony v zaměstnání                                                  | (2011)                                |
| Anti-diskriminační zákony v přístupu ke zboží a službám                                 | (2011)                                |
| Anti-diskriminační zákony v ostatních oblastech (homofobní urážky, zločiny z nenávisti) | (2011)                                |
| Stejnopohlavní manželství                                                               | No                                    |
| Jiná forma stejnopohlavního soužití                                                     | No                                    |
| Adopce dítěte partnera                                                                  | No                                    |
| Společná adopce dětí stejnopohlavními páry                                              | No                                    |
| Gayové a lesby smějí otevřeně sloužit v armádě                                          | Za obranu odpovídá Spojené království |
| Možnost změny pohlaví                                                                   | No                                    |
| Přístup k umělému oplodnění pro lesbické ženy                                           | No                                    |
| Náhradní mateřství pro gay páry                                                         | No                                    |
| MSM smějí darovat krev                                                                  | No                                    |